# Hellmut Hannes
Hellmut Hannes (* 3. März 1925 in Swinemünde; † 4. September 2023 in Beedenbostel) war ein deutscher Industriephysiker und Geschichtsforscher. Als Historiker befasste er sich vorrangig mit der Geschichte Pommerns.

## Leben
Hellmut Hannes legte 1943 an der Tirpitzschule, einem Reform-Realgymnasium in Swinemünde, sein Abitur ab. Nach drei Monaten beim Reichsarbeitsdienst in Barth wurde er zum Kriegsdienst eingezogen. Er wurde auf der Balkanhalbinsel eingesetzt und war drei Monate in Kriegsgefangenschaft der US Army. Nach Kriegsende ging er nach Westdeutschland. 1947 begann er an der Universität Tübingen ein Studium der Mathematik und Physik, das er 1950 an der Universität Freiburg im Breisgau fortsetzte. 1952 machte er sein Diplom als Physiker. Mit Geologie als drittem Fach wurde er 1955 promoviert. Er spezialisierte sich auf die physikalische Optik und arbeitete, nach eineinhalb Jahren als wissenschaftlicher Mitarbeiter, von 1957 bis 1985 in Leverkusen in der chemischen Industrie. In seinem Fachgebiet publizierte er 35 Artikel, davon drei in Handbüchern.
Neben seiner beruflichen Tätigkeit befasste sich Hellmut Hannes mit der Geschichte Pommerns und dabei im Besonderen mit der Genealogie des Greifenhauses sowie mit der Geschichte seiner Heimatstadt Swinemünde und der Insel Usedom. Ende 1976 wurde er Mitglied der Gesellschaft für pommersche Geschichte, Altertumskunde und Kunst und war von 1986 bis 1993 deren Vorsitzender. Ferner war er Mitglied der Historischen Kommission für Pommern. Er veröffentlichte mehrere Schriften zur pommerschen Geschichte in den Baltischen Studien sowie in eigenständigen Publikationen.
Daneben musizierte und komponierte Hannes. Einige seiner Vertonungen geistlicher Texte sind als Beedenbosteler Chorheft veröffentlicht.
Im Jahre 2004 erhielt Hellmut Hannes das Bundesverdienstkreuz.
Er war der Bruder der Malerin Ilse Hannes-Schmidt.
Hellmut Hannes starb am 4. September 2023 in Beedenbostel.

## Schriften (Auswahl)
- Die Anwendung des Interferenzrefraktors in der Glastechnik. Dissertation, Freiburg i. Br. 1955
- Auf den Spuren der Greifenherzöge in Pommern : ein Bericht aus unseren Tagen. In: Gesellschaft für pommersche Geschichte und Altertumskunde (Hrsg): Baltische Studien. Neue Folge Bd. 67, N. G. Elwert, Marburg 1981, S. 7–25 (Digitalisat).
- Mittelalterliche Dorfkirchen auf der Insel Usedom. In: Gesellschaft für pommersche Geschichte und Altertumskunde (Hrsg): Baltische Studien. Neue Folge Bd. 68, N. G. Elwert, Marburg 1982, S. 25–44 (Digitalisat).
- Auf den Spuren des Greifengeschlechtes in Dänemark : Denkmäler erzählen von den Verbindungen der pommerschen und der dänischen Dynastie. In: Gesellschaft für pommersche Geschichte und Altertumskunde (Hrsg): Baltische Studien. Neue Folge Bd. 74, N. G. Elwert, Marburg 1988, S. 48–91 (Digitalisat).
- Historische Ansichten von Swinemünde und vom Golm. Thomas Helms Verlag Schwerin 2001, ISBN 3-931185-92-3.
- Das Tagebuch der Julie Gadebusch aus Swinemünde. Thomas Helms Verlag Schwerin 2005, ISBN 3-935749-31-7.
- Von den Anfängen des Swinemünder Leuchtturms. In: Usedom-Wolliner Blätter. Nr. 10, Störr, Usedom 2006, ISBN 3-937040-14-5.
- Bilder aus der Geschichte der Swinemündung. In: Usedom-Wolliner Blätter. Nr. 10, Störr, Usedom 2006, ISBN 3-937040-16-1.
- Auf den Spuren Theodor Fontanes in Swinemünde. Thomas Helms Verlag Schwerin 2009, ISBN 978-3-940207-24-1.
- Beedenbosteler Chorheft. VIVACELLE Musikverlag, ISMN M-50090-316-1.